# أبو بكر بن عبد العزيز
أبو بكر محمد بن أحمد بن عبد العزيز حاكم طائفة بلنسية في عهد ملوك الطوائف بين عامي 457 هـ-478 هـ.
خلف أبو بكر محمد بن عبد العزيز أباه أبو عبد الله أحمد بن عبد العزيز المعروف بابن رويش في منصب الوزارة لدى عبد الملك المظفر حاكم طائفة بلنسية بعد وفاة أبيه أواخر عام 456 هـ. وحين استولى المأمون بن ذي النون على بلنسية من صهره عبد الملك المظفر عام 457 هـ، أناب المأمون أبا بكر على بلنسية. حكم أبو بكر بالحزم وحسن السيرة والعدل بين رعيته، واستمال إليه الجند وعماله على المناطق بالعطاء.
استغل أبو بكر بن عبد العزيز وفاة المأمون بن ذي النون في ذي القعدة 467 هـ، وضعف خليفته القادر بن ذي النون، وأعلن استقلاله ببلنسية. وفي عام 468 هـ، استولى المقتدر بن هود صاحب سرقسطة على طائفة دانية، وانتزعها من حاكمها علي إقبال الدولة، فخشي أبو بكر من أن يطمع المقتدر في بلنسية، فراسل ألفونسو السادس ملك قشتالة ليحميه على أن يؤدي له الجزية. كانت العلاقات بين أبي بكر بن عبد العزيز مع أبي بكر بن عمار وزير المعتمد بن عباد ونائبه على مرسية سيئة، وكان كل منهما يتصيد للآخر. وقد ظفر ابن عبد العزيز بغريمه حين استطاع أن يحصل على نسخة أصلية من قصيدة هجاء وضعها ابن عمار طعناً في المعتمد وزوجته اعتماد الرميكية من خلال عيونه في مرسية، وأرسلها إلى ابن عباد في إشبيلية.
لما وجد أبو بكر أنه لا قبل له بمواجهة بني هود، رأى أن يأمن خصمه المؤتمن بن هود بالمصاهرة، فقدّم ابنته عروسًا لابنه أحمد المستعين. وتم الزواج في سرقسطة في رمضان 477 هـ. توفي أبو بكر بعد فترة قصيرة في 7 صفر 478 هـ، وخلفه ابنه القاضي أبو عمرو عثمان.